# Clone Wars Volume 4: Light and Dark

Clone Wars Volume 4: Light and Dark es un cómic recopilatorio basado en el Periodo de la Reforma de Ruusan, en el conflicto ficticio de las Guerras Clon del universo Star Wars. Es el cuarto elemento de los nueve de la serie Clone Wars.
Publicado en inglés por la editorial Dark Horse el 9 de enero de 2004, recogía las historias de los cómics Republic 54 y 63 y Jedi - Dooku y Jedi - Aayla Secura.

## Historia
Meses antes de la batalla de Jabiim de Clone Wars Volume 3: Last Stand on Jabiim...
El Consejo Jedi quiere saber más de Dooku y de su élite guerrera del Lado Oscuro. No solo por el peligro que representan sino porque el acceso a ellos significaría una comprensión del conflicto y de los planes del enemigo.
La solución es infiltrar un espía. El elegido es Quinlan Vos un Maestro Jedi poco ortodoxo y que ya ha caminado antes cerca de guerreros oscuros de Dooku y cerca del Lado Oscuro.
Para que Dooku le crea los Jedi tejen una maraña de engaños pero Quinlan Vos sabe que Dooku no se dejará engañar fácilmente. Llegado un momento Quinlan Vos incumplirá el Código Jedi e incluso se enfrentará a uno de sus hermanos tras un asesinato. Dooku pasará pronto a controlar a Quinlan y a sumirlo en el Lado Oscuro mediante una manipulación consistente en que enfrente su pasado.
Ahora Vos está confundido e intentándose convencer de que no ha caído en las fauces del Reverso Tenebroso. Pero como bien saben su antigua aprendiz la Maestra Aayla Secura y su antiguo Maestro Tholme, es muy posible que Vos se haya introducido tanto en su papel que haya olvidado su objetivo y esté siendo utilizado por los Sith...
El cuarto volumen está dedicado a Quinlan Vos y a los que le rodeas y a mostrar el juego establecido de espionaje a través de Vos entre ambos bandos que continuará en más volúmenes y muestra el otro lado de la guerra.

## Apartado Técnico
- Guionistas: John Ostrander.
- Dibujantes: Jan Duursema